# De Naald (Apeldoorn)
De Naald (que en neerlandés quiere decir: La Aguja) es un monumento en forma de obelisco a un lado de la carretera Zwolseweg en la ciudad de Apeldoorn, en los Países Bajos cerca del Palacio de Het Loo. Fue construido en piedra y rodeado por una valla de hierro baja.
El monumento fue una idea del alcalde de Apeldoorn, HPJ Tutein Nolthenius. El proyecto fue financiado a través de una campaña de recogida en acuerdo con los residentes de Apeldoorn. El monumento fue pensado para ser un regalo de la gente de Apeldoorn a la reina Wilhelmina y su prometido el príncipe Enrique, duque de Mecklenburgo-Schwerin, con ocasión de su matrimonio. Formalmente se dedicó a la madre de la reina Wilhelmina, la reina Emma, Reina Regente y su difunto marido, el rey Guillermo III.
Cuando la reina Guillermina y el príncipe Hendrik se casaron el 7 de febrero de 1901, la aguja no estaba lista todavía. Se inauguró poco más de un mes después, el 9 de marzo de 1901. 